# Porphyrinia argillacea
Porphyrinia argillacea är en fjärilsart som beskrevs av Eduard Friedrich Eversmann 1844. Porphyrinia argillacea ingår i släktet Porphyrinia och familjen nattflyn. Inga underarter finns listade i Catalogue of Life.